# هيبنوس
هيبنوس (باليونانية: Ὕπνος)‏ وتعني النوم، هو اله النوم في الميثولوجيا الاغريقية وقد عرف في الميثولوجيا الرومانية باسم سومنوس وقد ذكر أيضاً في ملحمة الإلياذة.